# Ткаченко Михайло Миколайович
Михайло Миколайович Ткаченко (рос. Михаил Николаевич Ткаченко; 28 серпня 1922, Бешенковичі — 9 березня 1948, Брашов, Румунія) — льотчик-штурмовик, Герой Радянського Союзу, капітан.

## Біографія
Михайло Ткаченко народився в містечку Бешенковичі (нині міське селище Вітебської області) 28 серпня 1922 року в родині селянина. Білорус. Закінчив 2 курси сільськогосподарського технікуму.
У 1940 вступив до лав Червоної Армії, через 2 роки закінчив Новосибірську військово-авіаційну школу пілотів.
У грудні 1942 року М. Ткаченко був відправлений на фронт Великої Вітчизняної війни. Воював у складі 210-го штурмового авіаційного полку, в якому він був командиром ланки. Брав участь в боях на Північному Кавказі, Україні, в Криму, Румунії, Угорщині. На початок 1944 року здійснив 103 бойових вильоти на штурмовку об'єктів супротивника, в 7 боях збив 1 літак супротивника.
У 1943 вступив в ВКП (б).
Після закінчення війни М. Ткаченко продовжував служити у ВПС. Деякий час після війни разом зі своїм 210-м ШАП (в складі окупаційних військ) Михайло Ткаченко жив в румунському місті Орадеа-Маре. У 1948 полк був евакуйований до Одеси. Але перед самим від'їздом, в 1948 році, Михайло Ткаченко помер від нещасного випадку в місті Брашов, де він перебував останні півроку з авіаційною частиною. За словами командира ескадрильї, в якій служив Ткаченко, Михайла Нємцова, під час останньої зустрічі з товаришами по службі льотчик вийшов подихати свіжим повітрям, а потім його знайшли мертвим біля сусіднього будинку. У тому місці, де він курив, провисали електродроти, вони були оголені і під струмом. Труну з небіжчиком було перевезений до Одеси і там поховали.
Звання Героя Радянського Союзу Михайло Ткаченко отримав 13 квітня 1944 роки після боїв за Севастополь під час Кримської операції.